# 17089 Mercado
A 17089 Mercado (ideiglenes jelöléssel 1999 JU19) a Naprendszer kisbolygóövében található aszteroida. A LINEAR projekt keretében fedezték fel 1999. május 10-én.